# Domus ecclesiae

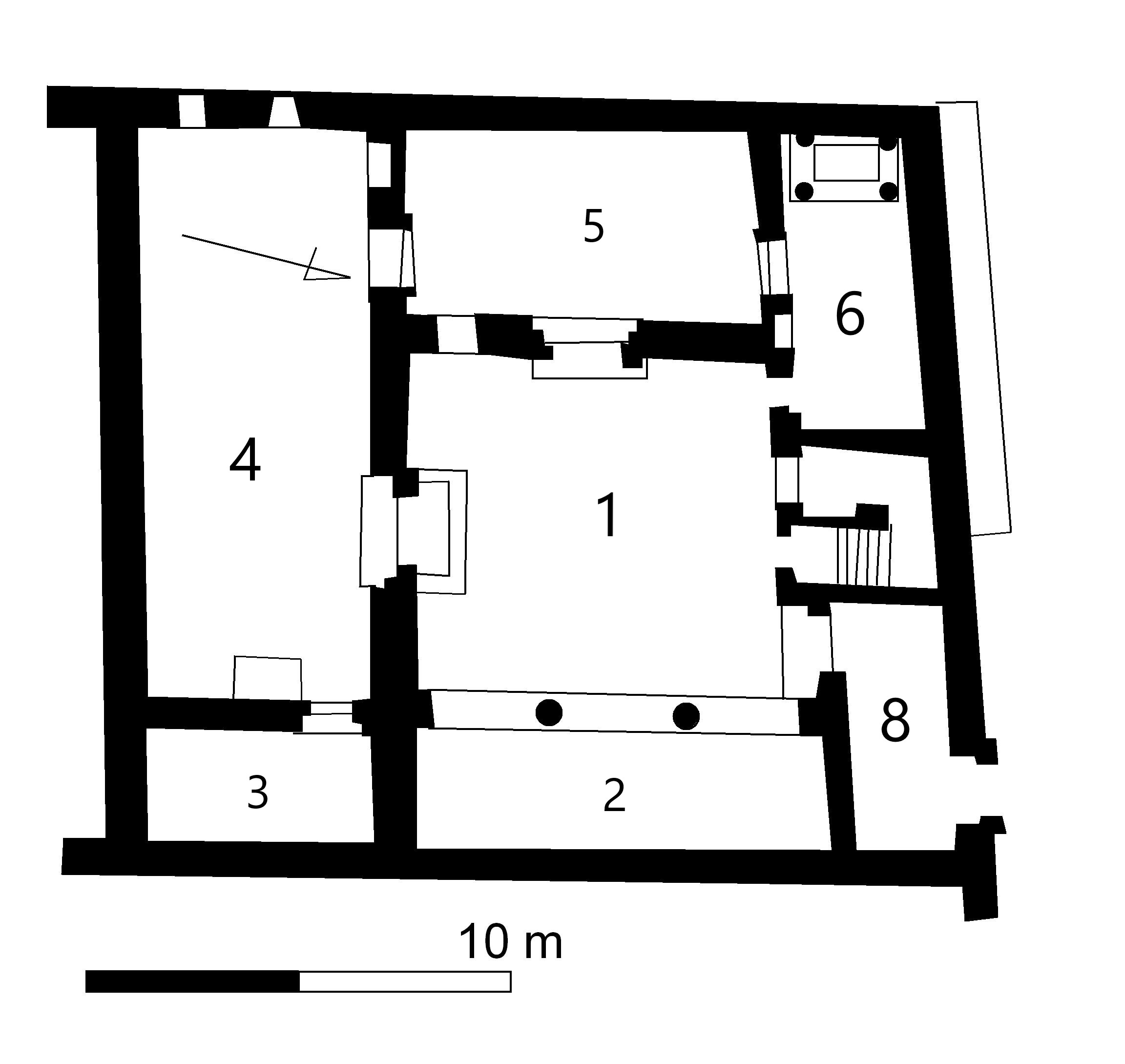
Domus ecclesiae a Dura Europos

Domus ecclesiae (és la paraula llatina amb el significat de "casa d'assemblea" o "casa de l'església") va ser un edifici privat, adaptat a les necessitats del culte a l'arquitectura paleocristiana, en el que els primers cristians es van reunir en un moment anterior a l'edicte de Milà de Constantí I el Gran de l'any 313.

## Història
Aquest ús està documentat a les cartes de sant Pau, amb referència a la casa de Narcís, o la casa d'Aquila i Prisca a l'Aventí que correspon actualment a l'església de Santa Prisca.
Durant el segle iii es va produir una primera organització de l'Església cristiana. Algunes de les domus ecclesiae van ser donades a l'Església pels propietaris i són coneguts com tituli. L'any 312 es coneixien vint-i-cinc, probablement existien més llocs privats de culte. Els llocs de culte cristià no es distingien arquitectònicament d'edificis de cases normals, encara que és possible que fins i tot abans del 312 s'haguessin construït expressament per al culte.
Tant la domus ecclesiae com els tituli per regla general van tenir el nom del propietari original de l'edifici i s'ha conservat també amb la construcció d'una pròpia església en èpoques successives: per exemple, el títulus Clementis, que originàriament pertanyia a un cert Clemens, més tard es va convertir en ecclesiae Clementis, o "església de Clementis", i actualment en la Basílica de Sant Climent de Laterà.
La identificació com lloc de culte de les cases privades, que en diversos casos es troben sota les següents esglésies (Sant Joan i Sant Pau o titulus Pammachii, Santa Cecília in Trastevere o titulus Caeciliae, Sant Martino ai Monti o titulus Equitii, Basílica de Santa Sabina o titulus Sabinae), es fa difícil per la falta de les característiques específiques de l'arquitectura i l'ús d'adorns pertanyents al repertori pagà, però que poden haver donat un nou significat simbòlic en el sentit cristià.

## Ladomus ecclesiaede Dura Europos
La domus ecclesiae es troben principalment en la part de l'Imperi Oriental, de gran importància és la de Dura Europos. La ciutat, era una cruïlla de pobles i religions diverses (hel·lènica, romana, el judaisme, el mitraisme o el cristianisme). Va ser destruïda al 256 i mai no es va reconstruir. La ciutat es va redescobrir per arqueòlegs l'any 1920, els edificis religiosos es troben ben conservats. La domus ecclesiae va ser trobada al llarg de l'anomenada Porta de Palmira, gràcies a un grafit, datat l'any 232, va poder sé definida com una de les esglésies més antigues del món.